# 尤里·布拉戈

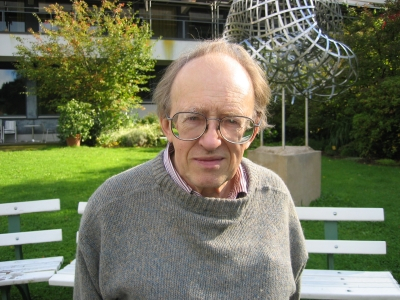
尤里·布拉戈，2006年

尤里·德米特里耶維奇·布拉戈（俄語：Ю́рий Дми́триевич Бура́го，羅馬化：Yuriy Dmitriyevich Burago，1936年—）是俄羅斯數學家，主要工作方向是微分幾何學。
布拉戈在列宁格勒国立大学（現稱圣彼得堡国立大学）取得博士學位和特許任教資格。在列宁格勒国立大学求學間是亞歷山大·丹尼洛維奇·亞歷山德羅夫和查加勒·維克托的學生。
布拉戈目前是聖彼得堡斯捷克洛夫數學研究所中的幾何及拓樸學研究室的主席。他指導的學生中，其中一位是解決了龐加萊猜想的格里戈里·佩雷爾曼。

## 著作
書籍：
- 《度量幾何學教程》（A Course in Metric Geometry，2001年）這本書布拉戈與他的兒子及另一位數學家 Sergei Ivanov 合寫，獲頒2014年的勒羅伊·斯蒂爾數學解說獎。
- 《幾何學 III ：面的理論》（Geometry III: Theory of Surface，1992年）（與查加勒·維克托合寫）
- 《幾何不等式》（Geometric Inequalities）（1988年）（與查加勒·維克托合寫）